# 연필깎이

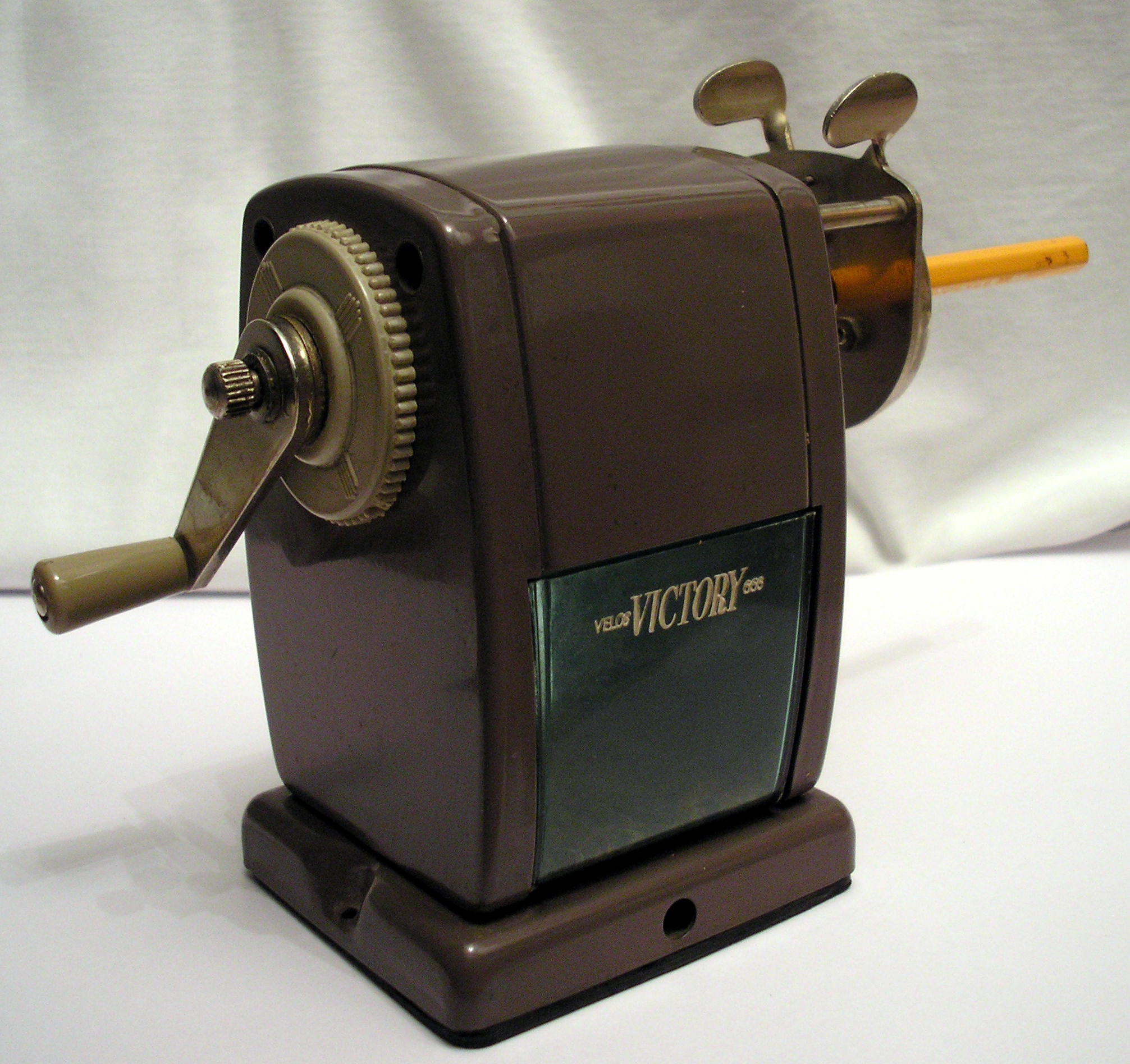
연필깎이

연필깎이(鉛筆-; pencil sharpener)는 연필(연필심과 나무)을 깎아주는 도구이다. 연필깎이는 수동식과 전동식이 있다. 요즘은 부피를 줄여 휴대가 가능한 휴대용 수동식 연필깎이가 나오고 있다. 돌리는 방향에 따라 굵거나 얇게 연필심이 나온다.

## 역사
연필깎이의 개발 전에는 연필을 칼로 깎았다. 연필깎이는 프랑스의 수학자 버나드 라시몽이 1828년 연필깎이의 첫 번째 특허를 내지만, 1847년 그의 동료 프랑스의 티에리 데스 이스티보가 처음으로 만들어냈다.

## 전동 연필깎이
현존하는 가장 오래된 전동 연필깎이는 1936년경에 소개된 보스턴 폴라 클럽(Boston Polar Club) 연필깎이이다. 전동 연필깎이는 수동 연필깎이와 동일한 원리로 작동하지만, 하나 이상의 일자형 또는 원통형 커터가 전기 모터에 의해 회전한다. 일부 전기 연필깎이는 건물의 전기 시스템에 연결되지 않고 배터리로 구동되므로 휴대성이 더 좋다.
자동정지 전동연필깎이는 연필 끝이 충분히 길어지면 이를 감지해 자동으로 멈춘다. 기본적인 자동연필깎이의 경우 심이 너무 길어져 부러질 수 있으므로 사용자의 주의가 필요하다.

## 특수 연필깎이
초등학교에서 사용되는 왁스 크레용과 같은 비표준 크기의 연필 모양 마커에 작동하는 특수 연필깎이를 사용할 수 있다. 일반 연필용 구멍과 큰 크레용용 구멍이 두 개 있는 연필깎이는 상당히 일반적이다. 왁스 크레용에 사용하기 위한 단일 날이 있는 연필깎이를 사용할 수 있으며 때로는 크레용 상자에 포함되어 있다. 이것들은 종종 연질 왁스에 적합한 플라스틱 칼날을 가지고 있다.
예술가나 초안가의 연필깎이는 흑연을 그대로 두고 나무만 날카롭게 한다(일부 모델은 조정을 통해 표준에서 나무 전용으로 전환할 수 있음). 그런 다음 흑연 심을 납 포인터로 날카로운 끝으로 연마하면 나무 없이 심만 날카롭게 된다. 리드 포인터는 제거 가능/리필 가능한 리드가 있는 2mm와 같은 더 두꺼운 직경의 리드가 있는 기계식 리드 홀더와 함께 사용된다. 긴 뾰족한 숫돌 역할을 하는 일부 숫돌에는 칼날이 손길이 닿지 않은 흑연을 단일 구멍의 긴 숫돌을 사용하는 것보다 더 길고 더 정확한 끝으로 날카롭게 하는 두 번째 구멍이 있다.
목수는 목수 연필을 사용할 수 있는데, 이 연필의 납작한 모양은 연필이 굴러가는 것을 막으면서도 일정한 선 너비를 제공한다. 이 연필은 전통적으로 대패나 사포와 같이 손에 사용하기 편리한 도구를 사용하여 깎았다. 회전하는 플라스틱 고리가 연필을 제 위치에 고정하는 회전식 연필깎이가 이제 이러한 연필에 사용 가능하다. 그러나 둥근 연필처럼 일반적인 원추형 끝으로 날카롭게 하여 목수 연필의 몇 가지 독특한 측면을 버린다. 또는 날카로운 칼로 손으로 깎는 것과 유사한 방식으로 심에 평평한 면을 남기는 슬라이딩 메커니즘이 있는 특수 목수용 연필깎이를 사용할 수 있다.
얇은 직경의 샤프 펜슬은 사용 중에 흑연 심을 점진적으로 분배하므로 날카롭게 할 필요가 없다. 이러한 연필은 때때로 "셀프 샤프닝"(self-sharpening)으로 불린다. 샤프 펜슬에는 심이 종이에서 들어올려질 때마다 심을 약간 회전시키는 회전 기어 메커니즘이 있어 일관되고 날카로운 끝을 유지하는 데 도움이 된다. 더 가늘거나 넓은 선이 필요한 경우 직경이 다른 심을 사용하는 별도의 샤프 펜슬이 필요하다.

## 같이 보기
- 연필
- 흑연
- 필기구
- 칼